# Topologie de rețea

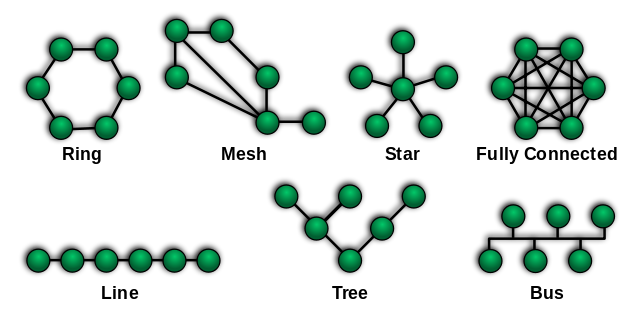
Tipurile de topologii

Topologia rețelelor este studiul de aranjament sau cartografierea elementelor (legături, noduri etc.) dintr-o rețea, în special interconexiunile fizice (reale) și logice (virtuale) dintre noduri. 
O rețea locală (în engleză: Local Area Network, LAN) este un exemplu de rețea care prezintă atât o topologie fizică cât și o topologie logică. Orice nod în rețeaua locală are unul sau mai multe linkuri către unul sau mai multe noduri din rețea. Pentru determinarea topologiei fizice a rețelei, toate nodurile și linkurile sunt reprezentate în formă de graf. De asemenea, reprezentarea fluxului de date dintre noduri în formă de graf determină topologia logică a rețelei. Pentru o rețea anume topologia logică și fizică pot fi identice, dar pot fi și diferite. În general, tehnologia rețelelor locale este bazată pe teoria grafurilor.

## Tipurile de topologii
- topologii fizice - tratează aspectul spațial și organizarea fizică a stațiilor din rețea și a cablurilor
- topologii de semnal
- topologii logice - se referă la modul în care se realizează comunicarea în rețea, la modul în care datele circulă între stații

Topologia unei rețele afectează direct performanțele acesteia, alegerea unei topologii în detrimentul alteia influențează:
- tipul de echipament necesar
- caracteristicile necesare ale echipamentului
- posibilitățile de extindere a rețelei
- modul de administrare a rețelei

## TopologiaPoint-to-Point
Cea mai simplă topologie din această categorie este o legătură (sau link) permanentă între oricare două terminații (engleză: endpoint). Topologiile de tip switched point-to-point sunt modelele de bază ale telefoniei obișnuite. Valoarea definitivă a rețelelor point-to-point este o valoare garantată dinte cele două terminații. Valoarea a conexiunilor de tip on-demand point-to-point este proporțională cu numărul de perechi de potențiali abonați și a fost exprimată în Legea lui Metcalfe.

## Topologia Magistrală (Bus)

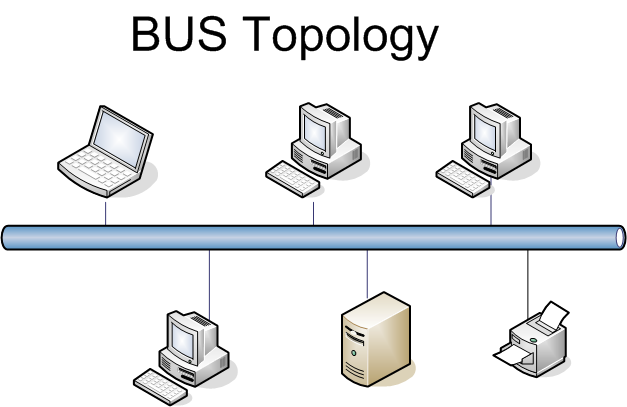
Topologia Bus

Tipul de topologie de rețea în care toate nodurile  rețelei sunt conectate la un mediu comun de transmisie care are exact două terminații (engleză: endpoints), toate datele care sunt transmise între noduri în rețea este transmis în cursul acestei parti comune de transport și de mediu în așa măsură ca să fie primite de către toate nodurile din rețea, aproape simultan (fără a ține seama de întârzieri răspîndite).
Cele două terminații care fac parte din magistrala comuna de transport sunt oprite în mod normal, cu un dispozitiv care se numește terminală (engleză: terminator). Dispozitivul respectiv absoarbe energia care rămîne în semnal astfel prevenind reflectarea sau propagarea semnalului în direcția opusă, care poate provoca interferență sau poate duce chiar la degradarea semnalului.
Topologiile Bus sunt cel mai simplu mod de a conecta mai mulți clienți, dar au adesea probleme cînd doi clienți doresc simultan să transmită date pe aceiași magistrală. Astfel sistemele care folosesc arhitectura de rețea de tip magistrală au proiectate niște scheme pentru evitarea coliziunilor de date pe magistrala comună, cel mai des este folosită metoda Carrier Sense Multiple Access care controlează resursele partajate a magistralei comune.
Carrier Sense Multiple Access (CSMA) este un protocol Media Access Control (MAC) în care fiecare nod, înainte de a transmite informația pe magistrala comună, testează prezența altui trafic de pe mediul comun de transmisie.

### Avantajele topologieiBus
- Ușor de implementat și de extins
- Necesită mai puțină lungime de cablu decît rețelele stea
- Sunt bine adaptate pentru rețele temporare și mici care nu necesită viteze mari, în plus sunt ușor de configurat
- Sunt mai puțin costisitoare deoarece se folosește numai un cablu

### Dezavantajele topologieiBus
- Lungimea cablului este limitată și la fel numărul de stații
- Dacă există probleme cu cablul, toată rețeaua se „prăbușește”
- Costurile de întreținere pot fi mari pe o perioadă lungă de timp
- Performanța degradează dacă sunt conectate prea multe calculatore
- Este necesară terminația corectă a semnalului (și a cablului)
- Capacitate de încărcare semnificativă (fiecare tranzacție trebuie să ajungă la destinație)
- Lucrează mai bine cu un număr limitat de noduri
- Este mai lentă decît alte topologii
- Dacă un calculator se defectează atunci toată rețeaua se „prăbușește”

## TopologiaStar(stea)

Topologia stea

Este tipul de topologie de rețea în care fiecare din nodurile de rețea este conectat la un nod central, numit hub sau switch. Toate datele care sunt transmise între nodurile din rețea sunt întâi transmise în acest nod central și abia apoi sunt retransmise la unele sau la toate celelalte noduri în rețea. Această conexiune centralizată permite o conexiune permanentă chiar dacă un dispozitiv de rețea iese din funcție. Singurul pericol este ieșirea din funcție a nodului central, care ar duce la pierderea legăturii cu toată rețeaua.

### Avantajele topologiei stea
- O performanță sporită: Trecerea pachetelor de date (EN:data packets) prin noduri inutile este prevenită de această topologie. Această topologie după sine induce o mare încărcătură asupra nodului central, cu toate acestea dacă acest nod are capacitatea respectivă, atunci o utilizare intensivă de către un dispozitiv din rețea nu va afecta celelalte dispozitive din rețeaua respectivă.
- Izolarea dispozitivelor: Fiecare dispozitiv este izolat inerent de către legătura (EN:link) care se conectează la nodul central. Acest lucru face izolarea dispozitivelor individuale destul de simplu, și permite deconectarea lui în orice moment de la nodul central. Această procedură de izolare previne orice eșec non-centralizat care va afecta toată rețeaua.

### Dezavantajele topologiei stea
Primul dezavantaj este dependența sistemului cu privire la funcționarea nodului central. În timpul ce eșecul unei legături individuale duce numai la izolarea unui singur nod, pe când defecțiunea nodului central duce la pierderea legăturii dintre toate nodurile. Scalabilitatea și performanța rețelei tot depind de nodul central. Mărimea rețelei este limitată de numărul de conexiuni pe care nodul central poate să le suporte. Traficul dintre un nod și nodul central este izolat de celelalte, dar dacă un nod din rețea ocupă o parte semnificativă din capacitatea de procesare a nodului central atunci celelalte noduri pot să se confrunte cu scăderea performanței a rețelei.

## Topologia Extended Star (stea extinsă)

Topologia Extended Star

Este prezentă multiplicarea nodurilor centrale, permițând lucrul rețelei chiar dacă unul din nodurile centrale se defectează. Are o performanță mai mare ca Star.

## Topologia
Articol principal: Wireless Mesh Network

Reprezentarea unei rețele mesh

Proprietățile de autoreconfigurare a nodurilor mesh

O rețea fără fir (radio) de tip mesh (traducerea expresiei engleze Wireless Mesh Network) reprezintă o rețea destinată transportării datelor, instrucțiunilor și vocii (informație sonoră) prin nodurile de rețea. Aceast tip de rețea oferă o conexiune continuă și dispune de algoritmi de reconfigurare în caz de noduri blocate sau neoperaționale. Scopul principal al acestor algoritmi este de a găsi cea mai bună rută pentru a ocoli nodurile neoperaționale și de a transmite până la destinație pachetele de date, în ciuda dificultăților.
O rețea mesh în care toate nodurile sunt interconectate poartă denumirea de „rețea deplin conectată” (engleză: fully connected network). Rețelele mesh diferă de celelalte rețele prin aceea că toate componentele rețelei pot fi interconectate prin așa numitele „hop-uri”, care în general nu sunt unități mobile.